# Доња Батина (бивше насеље)
Доња Батина је бивше насељено место у саставу старе општине Златар-Бистрица, Крапинско-загорска жупанија, Република Хрватска.

## Историја
До нове територијалне организације налазила се у саставу бивше велике општине Златар-Бистрица. Насеље је на попису 2001. године укинуто и подељено на два нова насеља: Доња Батина у саставу града Златара и Доња Батина у саставу општине Коњшчина.

## Становништво
На попису становништва 1991. године, насељено место Доња Батина је имало 644 становника, следећег националног састава:
| Попис 1991.‍  | Попис 1991.‍  | Попис 1991.‍ | Попис 1991.‍ | Попис 1991.‍ |
| ------------ | ------------ | ----------- | ----------- | ----------- |
|              |              |             |             |             |
| Хрвати       | Хрвати       |             | 637         | 98,91%      |
| Срби         | Срби         |             | 3           | 0,46%       |
| неопредељени | неопредељени |             | 3           | 0,46%       |
| непознато    | непознато    |             | 1           | 0,15%       |
| укупно: 644  |              |             |             |             |